# Élections législatives de 1988 dans les Pyrénées-Atlantiques
Les élections législatives françaises de 1988 se déroulent les 5 et 12 juin 1988. Dans le département des Pyrénées-Atlantiques, six députés sont à élire dans le cadre de six circonscriptions.

## Élus
| Circonscription | Député sortant        | Parti                 | Parti                 | Député élu ou réélu  | Parti | Parti     |
| --------------- | --------------------- | --------------------- | --------------------- | -------------------- | ----- | --------- |
| 1re             | Scrutin proportionnel | Scrutin proportionnel | Scrutin proportionnel | René Cazenave        |       | PS        |
| 2e              | Scrutin proportionnel | Scrutin proportionnel | Scrutin proportionnel | François Bayrou      |       | UDF (CDS) |
| 3e              | Scrutin proportionnel | Scrutin proportionnel | Scrutin proportionnel | André Labarrère      |       | PS        |
| 4e              | Scrutin proportionnel | Scrutin proportionnel | Scrutin proportionnel | Michel Inchauspé     |       | RPR       |
| 5e              | Scrutin proportionnel | Scrutin proportionnel | Scrutin proportionnel | Alain Lamassoure     |       | UDF (PR)  |
| 6e              | Scrutin proportionnel | Scrutin proportionnel | Scrutin proportionnel | Michèle Alliot-Marie |       | RPR       |

## Positionnement des partis
L'UDF et le RPR se présentent unis sous l'étiquette « Union du Rassemblement et du Centre » tandis que les candidats du Parti socialiste se rangent sous la bannière de la « Majorité présidentielle pour la France unie », slogan de la campagne présidentielle de François Mitterrand.

## Résultats

### Résultats à l'échelle du département
| Parti          | Parti                               | Premier tour | Premier tour | Second tour | Second tour | Sièges |
| Parti          | Parti                               | Voix         | %            | Voix        | %           | Sièges |
| -------------- | ----------------------------------- | ------------ | ------------ | ----------- | ----------- | ------ |
|                | Rassemblement pour la République    | 66 832       | 23,93        | 49 489      | 20,28       | 2      |
|                | Union pour la démocratie française  | 51 768       | 18,54        | 72 625      | 29,79       | 2      |
|                | Divers droite                       | 7 454        | 2,67         |             |             | 0      |
|                | Union du Rassemblement et du Centre | 126 054      | 45,14        | 122 114     | 50,04       | 4      |
|                |                                     |              |              |             |             |        |
|                | Parti socialiste                    | 110 512      | 39,57        | 121 904     | 49,96       | 2      |
|                | La France unie                      | 110 512      | 39,57        | 121 904     | 49,96       | 2      |
|                |                                     |              |              |             |             |        |
|                | Front national                      | 18 023       | 6,45         |             |             | 0      |
|                | Parti communiste français           | 16 958       | 6,07         | 0           |             |        |
|                | Régionaliste                        | 7 023        | 2,51         | 0           |             |        |
|                | Extrême gauche                      | 691          | 0,25         | 0           |             |        |
|                |                                     |              |              |             |             |        |
| Inscrits       | Inscrits                            | 413 987      | 100,00       | 333 773     | 100,00      | 6      |
| Abstentions    | Abstentions                         | 128 033      | 30,93        | 84 469      | 25,31       |        |
| Votants        | Votants                             | 285 954      | 69,07        | 249 304     | 74,69       |        |
| Blancs et nuls | Blancs et nuls                      | 6 693        | 2,34         | 5 286       | 2,12        |        |
| Exprimés       | Exprimés                            | 279 261      | 97,66        | 244 018     | 97,88       |        |

### Résultats par circonscription

#### Première circonscription (Pau-Centre)
| Candidat       | Candidat               | Parti          | Premier tour | Premier tour | Second tour | Second tour |  |
| Candidat       | Candidat               | Parti          | Voix         | %            | Voix        | %           |  |
| -------------- | ---------------------- | -------------- | ------------ | ------------ | ----------- | ----------- |  |
|                | René Cazenave élu      | PS             | 17 212       | 44,83        | 21 842      | 51,8        |  |
|                | Jean Gougy sortant     | RPR (URC)      | 15 053       | 39,2         | 20 327      | 48,2        |  |
|                | Alexis Arette-Hourquet | FN             | 3 471        | 9,04         |             |             |  |
|                | Georges Recq           | PCF            | 1 553        | 4,04         |             |             |  |
|                | Aline Morize           | Extrême gauche | 691          | 1,8          |             |             |  |
|                | Gaston Laborde         | Divers droite  | 417          | 1,09         |             |             |  |
|                |                        |                |              |              |             |             |  |
| Inscrits       | Inscrits               | Inscrits       | 57 584       | 100,00       | 57 777      | 100,00      |  |
| Abstentions    | Abstentions            | Abstentions    | 18 579       | 32,26        | 14 799      | 25,61       |  |
| Votants        | Votants                | Votants        | 39 005       | 67,74        | 42 978      | 74,39       |  |
| Blancs et nuls | Blancs et nuls         | Blancs et nuls | 608          | 1,56         | 809         | 1,88        |  |
| Exprimés       | Exprimés               | Exprimés       | 38 397       | 98,44        | 42 169      | 98,12       |  |

#### Deuxième circonscription (Pau-Est)
| Candidat       | Candidat                      | Parti           | Premier tour | Premier tour | Second tour | Second tour |  |
| Candidat       | Candidat                      | Parti           | Voix         | %            | Voix        | %           |  |
| -------------- | ----------------------------- | --------------- | ------------ | ------------ | ----------- | ----------- |  |
|                | Henri Prat sortant            | PS              | 17 651       | 42,27        | 23 130      | 49,3        |  |
|                | François Bayrou sortant réélu | UDF (CDS) (URC) | 17 334       | 41,51        | 23 789      | 50,7        |  |
|                | Pierre Pécastaing             | FN              | 3 052        | 7,31         |             |             |  |
|                | Sylvano Marian                | PCF             | 2 029        | 4,86         |             |             |  |
|                | Léon Péré-Escamps             | Divers droite   | 1 696        | 4,06         |             |             |  |
|                |                               |                 |              |              |             |             |  |
| Inscrits       | Inscrits                      | Inscrits        | 60 279       | 100,00       | 60 728      | 100,00      |  |
| Abstentions    | Abstentions                   | Abstentions     | 17 665       | 29,31        | 12 887      | 21,22       |  |
| Votants        | Votants                       | Votants         | 42 614       | 70,69        | 47 841      | 78,78       |  |
| Blancs et nuls | Blancs et nuls                | Blancs et nuls  | 852          | 2            | 922         | 1,93        |  |
| Exprimés       | Exprimés                      | Exprimés        | 41 762       | 98           | 46 919      | 98,07       |  |

#### Troisième circonscription (Orthez)
| Candidat       | Candidat                      | Parti          | Premier tour | Premier tour | Second tour | Second tour |  |
| Candidat       | Candidat                      | Parti          | Voix         | %            | Voix        | %           |  |
| -------------- | ----------------------------- | -------------- | ------------ | ------------ | ----------- | ----------- |  |
|                | André Labarrère sortant réélu | PS             | 25 164       | 48,58        | 31 638      | 57,02       |  |
|                | Léon Costedoat                | UDF (AD) (URC) | 16 529       | 31,91        | 23 848      | 42,98       |  |
|                | André Cazetien                | PCF            | 3 834        | 7,4          |             |             |  |
|                | Jean Jegun                    | FN             | 3 628        | 7            |             |             |  |
|                | Jean-Yves Teulé               | Divers droite  | 2 648        | 5,11         |             |             |  |
|                |                               |                |              |              |             |             |  |
| Inscrits       | Inscrits                      | Inscrits       | 74 825       | 100,00       | 74 707      | 100,00      |  |
| Abstentions    | Abstentions                   | Abstentions    | 21 875       | 29,23        | 17 901      | 23,96       |  |
| Votants        | Votants                       | Votants        | 52 950       | 70,77        | 56 806      | 76,04       |  |
| Blancs et nuls | Blancs et nuls                | Blancs et nuls | 1 147        | 2,17         | 1 320       | 2,32        |  |
| Exprimés       | Exprimés                      | Exprimés       | 51 803       | 97,83        | 55 486      | 97,68       |  |

#### Quatrième circonscription (Oloron-Sainte-Marie)
|                | Michel Inchauspé élu | RPR (URC)          | 28 415 | 51,02  |  |  |  |
|                | François Maitia      | PS                 | 16 635 | 29,87  |  |  |  |
|                | Michel Martin        | PCF                | 4 440  | 7,97   |  |  |  |
|                | Jacques Aurnague     | Régionaliste (EHB) | 2 698  | 4,84   |  |  |  |
|                | Marlène Deguelle     | FN                 | 1 910  | 3,43   |  |  |  |
|                | Constans Bergeras    | Divers droite      | 1 595  | 2,86   |  |  |  |
|                |                      |                    |        |        |  |  |  |
| Inscrits       | Inscrits             | Inscrits           | 80 649 | 100,00 |  |  |  |
| Abstentions    | Abstentions          | Abstentions        | 23 875 | 29,6   |  |  |  |
| Votants        | Votants              | Votants            | 56 774 | 70,4   |  |  |  |
| Blancs et nuls | Blancs et nuls       | Blancs et nuls     | 1 081  | 1,9    |  |  |  |
| Exprimés       | Exprimés             | Exprimés           | 55 693 | 98,1   |  |  |  |

#### Cinquième circonscription (Bayonne)
| Candidat       | Candidat                       | Parti             | Premier tour | Premier tour | Second tour | Second tour |  |
| Candidat       | Candidat                       | Parti             | Voix         | %            | Voix        | %           |  |
| -------------- | ------------------------------ | ----------------- | ------------ | ------------ | ----------- | ----------- |  |
|                | Alain Lamassoure sortant réélu | UDF (PR) (URC)    | 17 905       | 41           | 24 988      | 50,95       |  |
|                | Jean-Pierre Destrade sortant   | PS                | 17 792       | 40,74        | 24 053      | 49,05       |  |
|                | Gilbert Desez                  | PCF               | 3 218        | 7,37         |             |             |  |
|                | François de Marignan           | FN                | 2 693        | 6,17         |             |             |  |
|                | Pierre Charriton               | Régionaliste (AB) | 1 583        | 3,62         |             |             |  |
|                | Étienne Etchegarray            | Divers droite     | 483          | 1,11         |             |             |  |
|                |                                |                   |              |              |             |             |  |
| Inscrits       | Inscrits                       | Inscrits          | 68 489       | 100,00       | 68 406      | 100,00      |  |
| Abstentions    | Abstentions                    | Abstentions       | 22 684       | 33,12        | 18 346      | 26,82       |  |
| Votants        | Votants                        | Votants           | 45 805       | 66,88        | 50 060      | 73,18       |  |
| Blancs et nuls | Blancs et nuls                 | Blancs et nuls    | 2 131        | 4,65         | 1 019       | 2,04        |  |
| Exprimés       | Exprimés                       | Exprimés          | 43 674       | 95,35        | 49 041      | 97,96       |  |

#### Sixième circonscription (Biarritz)
| Candidat       | Candidat                             | Parti             | Premier tour | Premier tour | Second tour | Second tour |  |
| Candidat       | Candidat                             | Parti             | Voix         | %            | Voix        | %           |  |
| -------------- | ------------------------------------ | ----------------- | ------------ | ------------ | ----------- | ----------- |  |
|                | Michèle Alliot-Marie sortante réélue | RPR (URC)         | 23 364       | 48,74        | 29 162      | 57,86       |  |
|                | Raphaël Lassallette                  | PS                | 16 058       | 33,5         | 21 241      | 42,14       |  |
|                | Pierre Brunel                        | FN                | 3 269        | 6,82         |             |             |  |
|                | Richard Irazusta                     | Régionaliste (AB) | 2 742        | 5,72         |             |             |  |
|                | Anne-Marie Boudon                    | PCF               | 1 884        | 3,93         |             |             |  |
|                | Michel Colet                         | Divers droite     | 615          | 1,28         |             |             |  |
|                |                                      |                   |              |              |             |             |  |
| Inscrits       | Inscrits                             | Inscrits          | 72 161       | 100,00       | 72 155      | 100,00      |  |
| Abstentions    | Abstentions                          | Abstentions       | 23 355       | 32,37        | 20 536      | 28,46       |  |
| Votants        | Votants                              | Votants           | 48 806       | 67,63        | 51 619      | 71,54       |  |
| Blancs et nuls | Blancs et nuls                       | Blancs et nuls    | 874          | 1,79         | 1 216       | 2,36        |  |
| Exprimés       | Exprimés                             | Exprimés          | 47 932       | 98,21        | 50 403      | 97,64       |  |